# Глущенко Ігор Миколайович
Глущенко Ігор Миколайович (нар. 19 серпня 1962, смт Білозерське, Донецька область) — член Партії регіонів; колишній народний депутат України.

## Життєпис
Народився 19 серпня 1962 (смт Білозерське, Добропільський район, Донецька область).
Освіта: Донецький політехнічний інститут, інженер-електрик теплових електростанцій.
Народний депутат України 6-го скликання 11.2007-12.2012 від Партії регіонів, № 165 в списку. На час виборів: президент НАК «Енергетична компанія України», член ПР. Член фракції Партії регіонів (з 11.2007). Член Комітету з питань паливно-енергетичного комплексу, ядерної політики та ядерної безпеки (з 12.2007).
З 1987 — на Зуєвській ГРЕС-2. З 12.1991 — нач. зміни електричного цеху, нач. зміни електростанції, заступник начальника виробничо-тех. відділу, нач. відділу постачання і збуту. З 1996 — заст. директора з економіки і комерц. питань, заст. директора з економіки і фінансів, Зуєвська ТЕС-2 ДАЕК «Донбасенерго». З 2000 — директор з паливозабезпечення «Донбасенерго». З 2001 — в.о. директора ТОВ «Техрем-Поставка». З 12.2001 — ген. директор, ТОВ «Східенерго». 08.2006-11.2007 — президент, НАК «Енергетична компанія України».
Заслужений енергетик України (21 січня 2012).